# 임재원 (프로게이머)
임재원(2000년 8월 22일 ~ )은 대한민국의 전직 카트라이더 프로게이머로 아이디는 Seize를 사용했다.

## 선수 시절
2015년, 버닝 타임 시즌 전 The A Engineering에 입단하면서 프로 커리어를 시작했다. 팀전 4위를 기록했다. 이후 퇴단했다.
듀얼 레이스 1 시즌을 앞두고 Griffin에 입단했다. 팀전 6위, 개인전 13위를 기록했다. 이후 퇴단했다.
듀얼 레이스 3 시즌 개인전에 참가하여 17위를 기록했다.
2019-1 시즌을 앞두고 KKR에 입단했다. 팀전 6위, 개인전 12위를 기록했다. 이후 퇴단했다.
2019-2 시즌을 앞두고 PATHOS에 입단했다. 팀전 7위를 기록했다. 이후 퇴단했다.
2020-1 시즌을 앞두고 First A에 입단했다. 팀전 6위, 개인전 30위를 기록했다. 이후 퇴단했다.
2020-2 시즌을 앞두고 GC 부산 E-STATS에 입단했다. 팀전 5위, 개인전 27위를 기록했다. 2021-1 시즌 팀전 6위, 개인전 18위를 기록했다. 이후 팀이 해체되었다.
2021-2 시즌을 앞두고 아프리카 프릭스에 입단했다. 팀전 3위, 개인전 18위를 달성했다. 2021 수퍼컵 시즌 팀전 3위를 달성했다. 이후 팀에서 퇴단했다.
2022-1 시즌을 앞두고 팀 GP에 입단했다. 팀전 5위, 개인전 18위를 기록했다. 이후 팀이 해체되었다.
2023시즌을 앞두고 Aura에 입단했다. 2023-P1시즌 팀전 3위를 달성했다. 2023-P2시즌 팀전 5위를 기록했다. 이후 팀이 해체되었다.

## 소속팀
| # | 팀명              | 소속 기간                 | 소속 리그 | 비고  |
| - | ----------------- | ------------------------- | --------- | ----- |
| 1 | The A Engineering | 2015.12.19. ~ 2016.02.27. | KRL       |       |
| 2 | Griffin           | 2016.08.06. ~ 2016.11.05. | KRL       |       |
| 3 | KKR               | 2019.01.05. ~ 2019.03.23. | KRL       |       |
| 4 | PATHOS            | 2019.08.17. ~ 2019.11.09. | KRL       |       |
| 5 | First A           | 2020.01.04. ~ 2020.02.22. | KRL       |       |
| 6 | GC 부산 E-STATS   | 2020.06.01. ~ 2021.05.19. | KRL       |       |
| 7 | 아프리카 프릭스   | 2021.05.21. ~ 2021.12.24. | KRL       |       |
| 8 | 팀 GP             | 2021.12.27. ~ 2022.06.28. | KRL       | [ 3 ] |
| 9 | Aura              | 2023.03.26. ~ 2023.08.04. | KDL       |       |

## 수상 내역

### 크레이지레이싱 카트라이더
- 2021 신한은행 헤이영 카트라이더 리그 시즌 2 팀전 3위
- 2021 신한은행 헤이영 카트라이더 리그 수퍼컵 팀전 3위

### 카트라이더: 드리프트
- 카트라이더: 드리프트 리그 프리시즌 1 팀전 3위